# SkyWorld
SkyWorld (рус. Небесный мир) — это четвёртый альбом группы Two Steps from Hell, выпущенный в октябре 2012 года. Альбом состоит из 22 треков, написанных в соавторстве Томасом Бергерсеном и Ником Фениксом. Все композиции, кроме «Dark Ages» и «Freedom Fighters», являются полностью новыми оригинальными треками. Обложка разработана художником Стивеном Гилмором, футуристический город нарисован Сергеем Воронцовым. Запись была сделана «Capellen Orchestra» и дирижёром Петром Пололаником.
19 ноября 2012 года альбом стал доступен через сервис Extreme Music.
SkyWorld является вторым альбомом, где присутствуют композиции на английском языке: «Titan Dream», «The End is the Beginning» (совм. с Ником Фениксом), и «Back to the Earth» (совм. с Ником Фениксом).
| Оценки критиков | Оценки критиков |
| Источник        | Оценка          |
| --------------- | --------------- |
| Allmusic        | [ 4 ]           |

## Список композиций
| №                   | Название                     | Автор(ы)            | Длительность |
| ------------------- | ---------------------------- | ------------------- | ------------ |
| 1.                  | «All Is Hell That Ends Well» | Томас Бергерсен     | 3:53         |
| 2.                  | «Titan Dream»                | Ник Феникс          | 4:04         |
| 3.                  | «SkyWorld»                   | Т. Бергерсен        | 3:12         |
| 4.                  | «El Dorado»                  | Т. Бергерсен        | 4:14         |
| 5.                  | «The End Is the Beginning»   | Н. Феникс           | 4:15         |
| 6.                  | «All the King’s Horses»      | Т. Бергерсен        | 2:06         |
| 7.                  | «Realm of Power»             | Н. Феникс           | 3:55         |
| 8.                  | «Winterspell»                | Т. Бергерсен        | 3:20         |
| 9.                  | «Blackheart»                 | Т. Бергерсен        | 4:27         |
| 10.                 | «Juggernaut»                 | Н. Феникс           | 2:34         |
| 11.                 | «Dark Ages» (из Nemesis)     | Т. Бергерсен        | 3:25         |
| 12.                 | «Our Last Hope»              | Н. Феникс           | 3:57         |
| 13.                 | «Icarus»                     | Н. Феникс           | 2:53         |
| 14.                 | «For the Win»                | Т. Бергерсен        | 2:12         |
| 15.                 | «Sun & Moon»                 | Т. Бергерсен        | 4:22         |
| 16.                 | «Big Sky»                    | Н. Феникс           | 4:08         |
| 17.                 | «Starfleet»                  | Н. Феникс           | 3:22         |
| 18.                 | «Queen of Crows»             | Н. Феникс           | 2:43         |
| 19.                 | «Blizzard»                   | Т. Бергерсен        | 2:53         |
| 20.                 | «Breathe»                    | Т. Бергерсен        | 2:56         |
| 21.                 | «Back to the Earth»          | Н. Феникс           | 4:24         |
| 22.                 | «Ocean Kingdom»              | Н. Феникс           | 2:20         |
| Общая длительность: | Общая длительность:          | Общая длительность: | 1:15:56      |

| №   | Название                                                 | Автор(ы)  | Длительность |
| --- | -------------------------------------------------------- | --------- | ------------ |
| 23. | «Freedom Fighters Remix» (оригинальная версия из Legend) | Бергерсен | 2:34         |
| 24. | «Identity Crime»                                         | Феникс    | 3:09         |
| 25. | «Beneath the Ice»                                        | Феникс    | 2:02         |
| 26. | «The World Is Mind»                                      | Феникс    | 2:39         |
| 27. | «Children from the War»                                  | Бергерсен | 2:37         |
| 28. | «Requiem for Destruction»                                | Бергерсен | 1:30         |
| 29. | «The Colonel»                                            | Бергерсен | 2:30         |
| 30. | «Stormwatch»                                             | Феникс    | 2:20         |

## Состав исполнителей
Из буклета
- Бергерсен, Томас — композитор; продюсер; скрипка в «Winterspell» и «Blackheart»; гитара в «Dark Ages»; вокал в «Sun & Moon» и «Blizzard»
- Ник Феникс — композитор; продюсер; вокал в «Titan Dream», «The End Is the Beginning» и «Back to the Earth»
- Capellen Orchestra[англ.] — оркестр; хор
- Петр Пололаник[англ.] — дирижёр

Дополнительные музыканты
- C.C. Уайт — вокал в «Titan Dream»
- Айя Пёрд — вокал в «Titan Dream», «Our Last Hope» и «Ocean Kingdom»
- Мерете Сольтведт — вокал в «All the King’s Horses», «For the Win» и «Breathe»
- Карина Истре — вокал в «Sun & Moon»
- Молли Конол — вокал в «Blizzard»
- Тина Го[англ.] — виолончель в «Titan Dream», «The End Is the Beginning», «Big Sky» и «Back to the Earth»
- Шейн Гибсон — гитара в «The End Is the Beginning» и «Juggernaut»
- Джеймс Рикабо — гитара в «Big Sky»
- Тал Бергман — ударные в «The End Is the Beginning», «Juggernaut» и «Our Last Hope»
- Крис Блет — духовые в «Realm of Power», «Big Sky» и «Back to the Earth»

## Чарты

### Недельные чарты
| Чарты (2012-13)               | Наивысшее место |
| ----------------------------- | --------------- |
| US Billboard Classical Albums | 10              |
| US Billboard Top Heatseekers  | 19              |

## Использование в СМИ
Музыка «Two Steps from Hell» имеет лицензию для нескольких трейлеров.
- «All is Hell that Ends Well» и «Titan Dream» использовались в некоторых рекламных роликах телеканала «History Channel».
- «Blackheart» использовался в рекламе «PlayStation 4».